# Sèvremoine
Sèvremoine è un comune francese del dipartimento del Maine e Loira nella regione dei Paesi della Loira.
È stato creato il 15 dicembre 2015 dalla fusione dei preesistenti comuni di Le Longeron, Montfaucon-Montigné, La Renaudière, Roussay, Saint-André-de-la-Marche, Saint-Crespin-sur-Moine, Saint-Germain-sur-Moine, Saint-Macaire-en-Mauges, Tillières e Torfou.
Il capoluogo è la località di Saint-Macaire-en-Mauges.